# Agnès Agboton
Agnès Agboton   (Porto-Novo, 1960) és una escriptora catalana d'origen beninès. Filla d'un mestre consultor de l'ONU, després de fer estudis primaris i secundaris a Costa d'Ivori, el 1978 es va establir a Barcelona, on va aprendre castellà i català, a més del francès i del gun, la seva llengua materna, es va llicenciar en filologia hispànica per la Universitat de Barcelona i es va casar amb el català Manuel Serrat. Interessada per la cultura de tradició oral i la gastronomia d'Àfrica Occidental i des de 1990 actua com a narradora en escoles, biblioteques i institucions culturals, posant a l'abast del públic llegendes i contes tradicionals del seu poble i del continent africà, molts dels quals ha recollit en els seus llibres.

## Obres
- La cuina africana (1988)
- Contes d'arreu del món (1995)
- África en los fogones (2001)
- Las cocinas del mundo (2002)
- Abenyonhú (2003)
- Na Miton -la mujer en los cuentos y leyendas africanos (2004)
- Més enllà del mar de sorra (2005)
- Eté Utú -De por qué en África las cosas son lo que son (2009)
- Zemi Kede -Eros en las narraciones africanas de tradición oral (2011).
- Canciones del poblado y del exilio (XXX premi Vila de Martorell de poesia castellana, 2006)
- Voz de las dos orillas (2009)